# نجمة أغسطس (رواية)
نجمة أغسطس رواية للكاتب صنع الله إبراهيم، صدرت عام 1974 عن دار الهدى للنشر والتوزيع في 270 صفحة. وهي ثاني أعماله صنع الله الروائية، وأكثر تلك الأعمال فنية وتجريبا، بل هي تجربة فريدة كانت جديرة - لو قدر لها أن تبلغ غايتها - بأن تصبح واحدة من علامات التجديد في الرواية العربية والفن الروائي بصفة عامة. أتخذ «صنع الله إبراهيم» من إنجاز مشروع تشييد «السد العالي» موضوعاً رئيسياً لروايته التي قدم من خلالها شهادة فنية عن العصر والحدث، ورصد التحولات الاجتماعية.
أصدرت الهيئة العامة لقصور الثقافة رواية «نجمة أغسطس» ضمن إصدارات مؤتمر أدباء مصر في دورته السابعة والعشرين المقام يبجنوب سيناء بمدينة شرم الشيخ 2012 وذكرت الهيئة على الغلاف الخلفي للطبعة الجديدة من الرواية أن «نجمة أغسطس» هي إحدى العلامات البارزة في مسيرة صنع الله إبراهيم الإبداعية الممتدة من الستينات حتى وقتنا الراهن، مشتملة على العديد من الأعمال التي أثرت في الثقافة المصرية والعربية وامتد تأثيرها إلى الأفق العالمي عبر ترجمتها إلى العديد من اللغات الأوروبية.

## خلفية الرواية
قال صنع الله أنه استغرق سبع سنوات في كتابة هذه الرواية إنه لو أتيحت له فرصة كتابة روايته «نجمة أغسطس» الآن، فإنه سيكتبها كما هي، من حيث ما فيها من تجريب ومغامرة وحتى أخطاء. وأوضح أنه كتب تلك الرواية التي تتحدث عن بناء السد العالي تحت تأثير موجة التجريب التي سادت في تلك الفترة والتركيز على تحقيق أقصى توحيد بين الشكل والمضمون. واستطرد قائلا إن الكاتب من الممكن أن يقع في أخطاء أثناء كتابة الرواية ولكن عليه الاعتراف بها وقال إن كتابا كبارا كانوا أيضا يقعون في أخطاء مثل جابرييل جارسيا ماركيز الذي وقع في 38 خطأ أثناء كتابة رواية «مائة عام من العزلة». وأضاف أنه اهتم في تلك الرواية بتدقيق اللغة مع أنه من جيل تربى على يد يوسف إدريس الذي كان لا يهتم بقواعد اللغة العربية. وقال إنه بات الآن أكثر ميلا إلى البساطة والوضوح في الكتابة، مشيرا إلى أنه ليس ضد التجريب، على ألا يغيب عن ذهن الكاتب أن الهدف هو أن يتواصل مع القارئ. أضاف صنع الله: "هناك شيء آخر وهو لعبة طريفة، تتلخص في انني من هواة أرشفة مواد الصحف والمواد المختلفة، وذلك تمهيدا لتحويلها إلى مادة عضوية في العمل الروائي، وهو قادر على استيعاب اشياء كثيرة جدا. لقد كانت بداية تعاملي مع التوثيق في روايتي «نجمة أغسطس» عندما قررت كتابة رواية عن السد العالي، وقد فوجئت بوجود كمية كبيرة من الكتابات الانفعالية ذات الطابع الغنائي والإنشائي إلى جانب وجهات نظر مختلفة بشأن المشروع، وقد توصلت بعد تفكير إلى أن هناك ضرورة لعمل بانوراما كاملة لأقدم للقارئ ما يحدث فعلا من سلوكيات وأفعال ووجهات نظر، وقد كتبت كل هذا وضمنت الرواية ما سمعت وما رأيت. والأخبار التي كنت اسمعها واقرأها، بالإضافة إلى كل عناصر الموضوع بما في ذلك أخبار الصحف والراديو"، وواصل قائلا: "أعددت أنا وصديقي، كمال القلش، على عجل كتاب رحلات عن تجربتنا أسميناه إنسان السد العالي.. تعاملنا معه كواجب ثقيل يجب الانتهاء منه في أقرب فرصة"، ولم يكن يختلف هذا الكتاب في لغته وبنائه عن الخطاب الدعائي السائد، ولكن هذا الهاجس التوثيقي «الحقيقي»، مرة أخرى، هو الذي كان وراء المكون الرحلي في رواية صنع الله إبراهيم أثناء توثيقه أو تقديمه لتحقيق متكامل عن السد وملابساته بحثا عن الحقيقة وبواسطتها أيضا. كتبها خلال دراسته في بداية السبعينات من القرن 20 بروسيا السوفياتية آنذاك.

## مقتطفات من الرواية
وضعت حقيبتي فوق الرف ووقفت أتامل الديوان الخالي وخلفي في الممر الضيق كان الركاب يهرعون إلى أماكنهم. وفي الخارج كان الناس يتزاحمون أمام نوافذ القطار. تقدمت من النافذة فالفيت مصراعها الزجاجي محكم الاغلاق. ورأيت من خلاله زحام المودعين أمام نافذة الديوان التالي. كانت شفاههم تتحرك بسرعة وقد مالت رؤوسهم إلى الأمام وانتفخت رقابهم. ولابد أنهم كان يصيحون حتى يسمعهم المسافرون من اقارب وأصدقاء. ولكن الزجاج كان سميكاً لا ينفذ منه الصوت. فقد كان القطار واحداً من تلك القطارات الحديثة المكيفة الهواء وهي كذلك محكمة الاغلاق. جلست إلى جوار النافذة. وبعد لحظة شعرت بوطأة الحر. وتجمع العرق على وجهي ففككت أزرار قميصي وعندئذ تحرك القطار دون أن ينضم أحد إلى قمرتي. وبدأً جهاز التكييف يعمل فتسللت إلى الديوان برودة خفيفة. مددت ساقي أمامي مستسلما للمقعد. وكنا قد خلفنا شوارع القاهرة. ومر القطار بمجموعة من المساكن الشعبية بلونها الأصفر الباهت وزواياها البارزة المتجاورة وزحام الغسيل في شرفاتها وأكوام القاذورات أسفلها. وجاءت بعدها العشش ثم ظهرت بعض الحقول فجأة. وملت على النافذة لأرى محطة الجيزة. ومررنا بها لمحة. ثم انطلقنا وسط خضرة كاملة على الجانبين. أحسست بحركة على باب الديوان. فالتفت لأرى رجلا في سترة صفراء نهضت واقفا واقترب الرجل مني ثم انحنى على المقعد دون أن يفوه بكلمة. وبثانية تحول إلى فراش من طابقين. قال مشيرا إلى باب صغير في الحائط: الغطاء هنا. واعتدل باسطا قامته ثم قال: «لو عزت حاجة اندهلي».
قلت: حاضر يا افندم
تطلع إلى مندهشا قبل أن يغادر الديوان ويغلق الباب خلفه. اقتربت من الباب وأدرت مقبضه المعدني ولدهشتي دار في يدي وتحرك مصراع الباب نحوي. أعدت اغلاقه وثبته بالسلسلة المعدنية المدلاة منه. وعدت إلى مكاني بجوار النافذة. كان هناك رف صغير إلى جوارها فوقه كوب وتحته صنبور مياه ولوحة معدنية جذبتها نحوي فتحولت إلى حوض. ملأت الكوب ورفعته إلى فمي. كانت المياه ساخنة فاكتفيت برشفة واحدة. وتركت ماء الصنبور يتجمع في الحوض حتى امتلاً فدفعته إلى مكانه وسمعت صوت المياه وهي تنصرف إلى الخارج. أعدت الكوب إلى مكانه وجلست على حافة الفراش. واشعلت سيجارة وأنا أتطلع من النافذة دون أن اتبين شيئا محددا ربما لأن القطار كان يسير بسرعة فائقة. نهضت واقفا وغادرت الديوان كان الممر هادئا يضيئه نور الغرب في النوافذ. مررت بدواوين مغلقة واخرى مفتوحة تنطلق منها ثرثرة رتيبة. وأمام أحدها جلس شاب على مقعد صغير من القماش يتحدث إلى الجالسين في الداخل. اختلست النظر إلى السيدة التي كان يتحدث معها فرمقتني بنظرة عدائية وأنا أمر من خلفه. انتقلت إلى العربة التالية التي تناثر ركابها أمام نوافذ ممرها. وكان بينهم عدد من الأجانب اصطدمت وأنا أمر بفتاة أوروبية شقراء ترتدي سروالا اسود. وأحسست على ساقي بملمس جسمها اللين ظللت أحس به وأنا أتقدم إلى نهاية العربة وأعبرها إلى عربة الطعام. اخترت مائدة إلى جوار النافذة وطلبت من الجرسون النوبي زجاجة بيرة واحتسيتها وأنا أتامل الحقول الخضراء الخالية من أي انسان. وأضئ نور العربة. وأصبحت النافذة مرآة سوداء لا تعكس غير وجهي.
..........
بدلا من أن ينطلق الأتوبيس في الطريق المؤدي إلى الخزان اتجه يسارا. مررنا بمجموعة من المجمعات الصفراء في حي ذي طابع شعبي. ثم انطلقنا في الصحراء بين صفين من أعمدة النور والتليفون. ظهرت مجموعة من المساكن الحديثة في الأفق. وأبطأ السائق متسائلاً عما إذا كان أحد يريد النزول في «كيا». وعندما لم يرد أحد ضاعف من سرعة السيارة. ومررنا بين عشرات من المجمعات الأنيقة البنية اللون التي ظهرت أجهزة التكييف في واجهاتها. كانت مصفوفة جميعاً بصورة متوازية في زاوية مائلة بالنسبة للطريق. تلاشت هذه العمارات فجأة كما ظهرت. وامتدت الصحراء أمامنا إلى ما لا نهاية. وتتابعت هياكل الصلب العالية لأبراج الكهرباء على مسافات متقاربة. أشرفنا بعد ربع ساعة على أفنية مسورة تضم صفوفاً من الشاحنات الجديدة. كان لونها الأخضر يلمع بقوة في الشمس. ودرنا برابية صغيرة عليها لافتة تعلن عن موقع للرمال الخشنة. كانت الرمال مكومة خلف اللافتة في تلال عالية. برزت تلال من الصخور على جانبي الطريق. كانت متباعدة في البداية. وما لبث أن تقاربت وازدادت ارتفاعا. وأصبحنا نسير فيما يشبه الممر. وبدا أننا نجتاز منطقة صلبة صمدت لأعمال الحفر والتفجير.

## دراسة نقدية
أصدر المفكر اليساري محمود أمين العالم (1922 - 2009) دراسة نقدية عن رواية «نجمة أغسطس» جاء فيها: "أغسطس إذن في الرواية ليس مجرد شهر وإنما يعبر كذلك أساسا عن جسامة الجهد المبذول لتحقيق أخطر عمل في أشد الأوقات حرارة وقيظا. ولعلنا نستشعر هذا بشكل أعمق طوال الرواية. والنجمة ؟ هذه النجمة الخاصة بشهر أغسطس هذا ؟ هل هي ما نتطلع اليه من أمل من نجاح ؟
.......
نص بالغ الأهمية، انه مجرد الفقرات الاستهلالية للرواية، ولكنه يكاد – كما سنرى - يحدد أهم عناصرها الرئيسية فضلا عن بنيتها التعبيرية. فنلاحظ أولا أن «الأنا» وحيد يتأمل، يراقب، يتحرك داخل قطار مغلق، محكم الاغلاق، ولكنه يتحرك أيضا .. (لا أحد في قمرتي - الديوان خال). حقا، هناك الآخرون، ولكنهم إما مودعون لا صوت لهم رغم أنهم كانوا يتكلمون (الزجاج كان سميكا لا ينفذ منه الصوت). وإما (مسافرون تنطلق منهم ثرثرة رتيبة)، على ان هناك سيدة مسافرة ترمقه «بنظرة عدائية». ولكن لعل هذه النظرة العدائية ان يكون مصدرها داخليا داخل نفسه ؟ ذلك أنه عندما دخل قمرته خادم القطار بسترته الصفراء، نهض واقفا. إن هذه السترة الصفراء (وهي سترة حراس السجون) قد أثارت في نفسه رد فعل منعكس شرطي، ولهذا ما أن رآها حتى نهض واقفا. ولهذا كذلك عندما قال له خادم القطار «لو عزت حاجة اندهلي» رد عليه كما يرد السجين على سجانه «حاضر يافندم». انه اذن سجيننا السابق الذي لا اسم له، والذي التقينا به في «تلك الرائحة» (في إشارة لقصة صنع الله إبراهيم القصيرة «تلك الرائحة»). وليس من المهم أن يكون هو نفسه حياتيا، وإنما هو - على الأقل - شبيهه روائيا. انه مازال يعيش القمع داخل نفسه، يحمله في قلبه ويتبينه من حوله. ولكن ليس الإحساس بالقمع وحده هو الذي يعشش داخل نفسه، بل هناك كذلك عطشه للجنس، ملامسة جسد المرأة. وإذا كانت هذه الأمور جميعا يغلب عليها الطابع الذاتي فهناك بعض الأمور الموضوعية هناك أولا مظاهر الفقر والقذارة والتخلف التي نراها مع بداية رحلة القطار. ولكن هناك ما هو على العكس من هذا تماما. إنها الآلة التكنولوجية الحديثة التي تتمثل في القطار نفسه وفي تركيباته الداخلية، من نوافذ محكمة وأجهزة آلية وتكييف وغير ذلك. وتكاد هذه المسافة بين الأنا والآخرين وهذه العلاقة بين الأنا والقمع، بين الأنا والجنس فضلا عن هذا التقابل بين الفقر والتخلف من ناحية، والتجهيزات التكنولوجية الحديثة من ناحية أخرى والترابط والتداخل بين هذه العناصر جميعا ان تشكل المعطيات الرئيسية لنسيج الرواية.
كما شارك محمود أمين العالم في ندوة عقدت في فاس بالمغرب حول الرواية العربية الجديدة، واختار موضوع التاريخ والفن والدلالة في ثلاث روايات مصرية معاصرة كان منها «نجمة أغسطس».
كتب نضال ممدوح في صحيفة الدستور في 12 ديسمبر 2021: «ويمكن اعتبار كتاب» ثلاثية الرفض والهزيمة«، من أوائل التجارب الدراسية التي أولت الأهمية لتجربة» صنع الله إبراهيم«الروائية، دون الغفل عما جاء به الناقد السوري» بطرس الحلاق«بخصوص رواية «نجمة أغسطس»، إلى ما أورده لاحقا كل من»محمد برادة"، "أحمد اليابوري"، "فيصل دراج «و»جابر عصفور «في مؤلفه» الكتابة بالمقاومة"، حيث رصد بالمتابعة والدرس والتحليل مجمل المواقف المعبر عنها غداة صدور رواية «تلك الرائحة» وما جسدته من إبدال روائي مغاير ضدا على المتداول من أشكال في التعبير تقليدية".

## نقد وتعليقات
قدمت جامعة تربيت الإيرانية دراسة عن بناء الشخصية في رواية «نجمة أغسطس» كتبها خليل برويني جاء فيها: «يعتبر الروائي المصري صنع الله إبراهيم من أبرز الروائيين المنتمين للاتجاه الواقعي الجديد في جيل الستينيات، وتعتبر روايته «نجمة أغسطس» 1974 من الأعمال الروائية التي استطاعت تقديم رؤية بالغة الدلالة في فترة مهمة من فترات تاريخ مصر»، وتابع الكاتب قائلاً: «بناء الشخصية في رواية نجمة أغسطس، والفرضية التي تتبعها هي غياب البطل في هذه الرواية كما كنا نجده في الروايات الواقعية. إن هذه الشخصية إلی جانب الشخصيات الأخری لاتتطور، وتبقی مسطحة الاستعانة طيلة الرواية»، وخرج الكاتب بنتيجة تقول: «سعی صنع الله إبراهيم في روايته إلی الاقتراب من الواقع أكثر فأكثر، وركز في الرواية علی الحياة الخارجية برؤية واقعية جديدة تختلف عن واقعية السابقين. ومن هذا المنطلق اختار الروائي شخصيات روايته من الواقع، ولكنه عرضها بطريقة مختلفة عما كان مألوفاً في الروايات الواقعية التقليدية، إذ اختفی البطل في نجمة أغســطس، والشخصية الرئيسة هو السارد المغترب الذي لا يحمل اسماً، وليس له عنوان أو ملامح خارجية؛ لا تتطور بل تبقی غير نامية؛ كما هو الحال بالنسبة لسائر الشخصيات التي ليس لبعضها دور أساسي ولا ملامح لها غير أسمائهم أو غير وظائفهم المحددة إلی جانب بعض الشخصيات التي لها دور أكثر أهمية ووضوحاً في الواقع، ولكن الروائي يتعامل معها على أساس أنها شخصيات لا تحمل بطاقة شخصية أو عائلية، اختفی منها الوصف النفسي، فباتت مسطحة».
كتب الصحفي والمفكر والناشط السياسي الأردني ناهض حتر على موقعه في أول يناير 2005: «أن «نجمة أغسطس» هي التي أضاءت لي العالم، كشاب يساري، في تعقيداته وألوانه المتداخلة، وأعطتني عيانياً، القدرة على الرؤية بعين ناقدة من الداخل. كان» السد العالي«، بالنسبة للجمهور اليساري، كاتدرائية علمانية لأمجاد الثورة المصرية والتعاون الأممي مع الاتحاد السوفياتي. وقد أرانا صنع الله إبراهيم، هذه الكاتدرائية من داخلها في ملحمة تعرض البناء العظيم وأوجاعه وتصور الخواء الروحي، وترسم الغيظ والغبار- في مدلولاتها الحسية والاجتماعية معاً - بحيث يتدرب القارئ على أن يرى العالم - كما هو - رمادياً متداخلاً لا يقبل الأحكام القاطعة».
كتب إبراهيم فرغلي في صحيفة الأهرام في أول سبتمبر 2017: «كانت «نجمة أغسطس» عملا استثنائيا أيضا من حيث توثيقها لبناء السد العالي، وربط هذه الفكرة ببناء الرواية نفسه، واستخدام العمل الفني من خلال كتاب مايكل أنجلو في نسيج النص، ومن حيث تصوير أسوان ومعبد أبي سنبل، ومزج أدب الرحلة بالتخيل وبالواقع معا، وبناء مبنى فني يعادل مجموعة من الرموز لأفكار عديدة حول واقع مصر خلال تلك الفترة».

## وصلات خارجية
https://alqarii.com/reviews/3050-ngm-ghsts نجمة أغسطس (رواية)
https://www.goodreads.com/book/show/8863965 نجمة أغسطس (رواية)
https://www.goodreads.com/ar/book/show/5948615 نجمة أغسطس (رواية)
https://www.ibtesamah.com/showthread-t_22689.html نجمة أغسطس (رواية)